# Marquesado de Diezma
El marquesado de Diezma es un título nobiliario creado por el rey Carlos II el 2 de agosto de 1692 a favor de Luis Guiral y Pérez de Barradas. Su nombre se refiere al municipio de Diezma, en la provincia de Granada.

## Marqueses de Diezma
- Luis Guiral y Pérez de Barradas, i marqués de Diezma;

- Sebastián Guiral y Boza, ii marqués de Diezma;

- Luis Guiral y Mancha, iii marqués de Diezma

- Sebastián Guiral y Gámiz de Barradas, iv marqués de Diezma, casado con Josefa de Arista Zúñiga y Morón.[1]  Después de enviudar, la marquesa contrajo un segundo matrimonio con Francisco de Ayerbe y Aragón.[2]  Le sucedió su hijo;

- Luis Manuel Guiral Barradas (Granada, 14 de noviembre de 1747-8 de mayo de 1811).[3] v marqués de Diezma. Contrajo matrimonio en 1775 con Antonia Ramona Zambrano Manrique de Lara,[4] que pidió el divorcio. A su muerte sin descendencia, el mayorazgo pasó a su sobrino, Fernando Pérez-Valiente y Guiral, hijo de la hermana del marqués, María del Carmen Guiral (n. Granada, enero de 1755),casada con José María Pérez-Valiente-Brost y Varona.[5] Fernando Pérez-Valiente y Guiral murió joven sin descendencia y el título pasó a su hermana;[5]

- Francisca de Paula Pérez-Valiente y Guiral, vi marquesa de Diezma, hermana del anterior, esposa de Fernando Nestares y Chapín. Le sucedió su hijo;[6]

- Francisco de Asís Nestares y Pérez-Valiente, vii marqués de Diezma.[6] Contrajo matrimonio con María Dolores Pedrinaci y Pérez-Valiente.[7] Le sucedió su hijo;

- Manuel Nestares y Pedrinaci, viii marqués de Diezma. Contrajo matrimonio en Granada el 14 de mayo de 1880 con Encarnación Fernández de Liencres y Herrera quien, después de enviudar, volvió a casar con Mariano Martínez de Victoria y Nestares.[7]

- Josefa Martínez de Victoria y Nestares, ix marquesa de Diezma, casada con 	Manuel de Flórez Carrió, X marqués de Hinojosa;[8]

- Pilar Nestares y Benavides, X marquesa de Diezma Era hija de Pedro Nestares Pedrinaci y de María Soledad de Benavides y Chacón. Contrajo matrimonio con Juan Zárate y Fernández de Liencres, sin sucesión de dicho matrimonio;[9]

- Luis Gerardo Afán de Ribera y Nestares, xi marqués de Diezma,[10] casado con Cristina de Ybarra e Ybarra (m. 11 de junio de 1996);[11]

- Pedro Afán de Ribera e Ybarra, xii marqués de Diezma.[12]

- Pedro Afán de Ribera y Portillo, xiii marqués de Diezma.[13]